# 장하오천

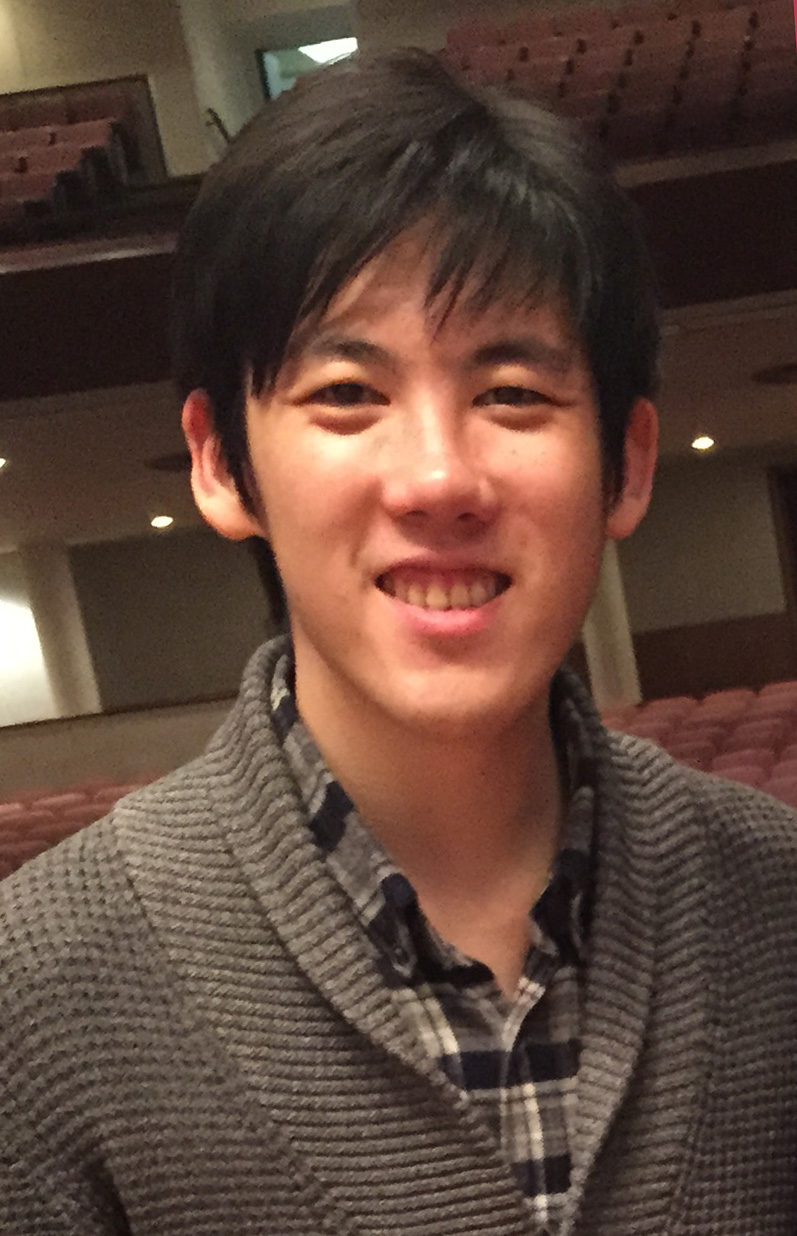
장하오천

장하오천(중국어: 張昊辰, 1990년 6월 3일 ~ )은 중국의 피아노 연주자이다.

## 생애
장하오천은 상하이에서 일본어 통역가인 아버지와 컴퓨터 엔지니어인 어머니 사이에서 태어났다. 그는 5세 시절에 상하이 뮤직 홀에서 첫 리사이틀을 가졌고, 12세 시절에는 차이콥스키 청소년 콩쿠르에서 최연소 우승을 하였다. 또한 15세 시절에는 미국 커티스 음대로 유학을 떠났으며, 16세 시절에는 필라델피아 커티스 음대에서 랑랑과 유자왕( 등 중국 출신의 세계적 피아니스트를 두루 길러낸 게리 그래프만을 사사했다. 이 때문에 그는 '중국 피아노 사단의 막내'로도 불린다.
장하오천은 2009년 반 클라이번 국제 피아노 콩쿠르에서 20세의 어린 나이로 1위를 거머쥐었다. 이 대회에서 장 하오천은 프로코피예프의 피아노 협주곡 2번을 협연하여 금메달 수상자로 뽑혔으며, 대회 최연소 우승자이자 중국 첫 대회 우승자가 되어 그의 연주가 미국 음악계의 관심을 한몸에 받게 된다.
2013년 4월 로린 마젤의 지휘로 뮌헨에서 뮌헨 필하모닉 데뷔 무대를 마치고 2013년부터 2014년까지 일본 규슈 오케스트라, 중국 상하이 심포니 오케스트라, 미국 시애틀 심포니 오케스트라, 홍콩 필하모닉 오케스트라 등과 협연했다. 2017년에는 더욱 큰 음악가로서의 성장 가능성을 인정받아 가능성 있는 어린 음악가들에게 수여되는 영예로운 에이버리 피셔 커리어 그랜트를 수여받기도 했다.

## 수상
- 2001년 《차이콥스키 청소년 콩쿠르》 우승
- 2009년 《반 클라이번 국제 피아노 콩쿠르》 1위
- 2017년 《에이버리 피셔 커리어 그랜트상》

## 음반
- 2009년 《반 클라이번 국제 피아노 콩쿠르: 금메달리스트 장하오천》 아르모니아 문디
- 2017년 《장하오천의 독주 음반》

## 참고 자료
- 입력 2019.04.12 18:02 (2019년 4월 12일). “다섯 살에 피아노 시작, 서른에 정점 오른 피아니스트 '장하오천'”. 2019년 11월 15일에 확인함.
- “이 청년의 연주, 무엇이 다르길래 손열음을 이겼을까('반 클라이번' 콩쿠르서 손열음과 같은 곡 치고 우승)”. 2019년 11월 15일에 확인함.
- “중국 신예 피아니스트 장하오천 "한국 클래식 팬들 열정에 감동"”. 2015년 8월 31일. 2019년 11월 15일에 확인함.